# Nomada baldiniana
Nomada baldiniana är en biart som beskrevs av Benzi 1892. Nomada baldiniana ingår i släktet gökbin, och familjen långtungebin. Inga underarter finns listade i Catalogue of Life.